# جووانی دلیسه
جووانی دلیسه (ایتالیایی: Giovanni Delise; ۱ نوامبر ۱۹۰۷ – ۱۹ مهٔ ۱۹۴۷) قایقران روئینگ اهل ایتالیا بود.
وی در مسابقات کشوری و بین‌المللی در مجموع برندهٔ ۴ مدال طلا شده‌است.